# Bruno Villabruna
Bruno Villabruna (Santa Giustina, 12 agosto 1884 – Torre Pellice, 15 ottobre 1971) è stato un avvocato e politico italiano.

## Biografia
Rappresentante della corrente di centro del Partito liberale, giolittiano e antifascista democratico, fu eletto per la prima volta alla Camera dei deputati nel 1921. Podestà di Torino nominato dal governo Badoglio nei '45 giorni' tra il 25 luglio e l'8 settembre 1943, membro della Consulta nazionale nel 1945 e della Costituente dal 1946 al 1948, fu eletto segretario generale provvisorio del PLI il 21 ottobre del 1948 da parte della Direzione paritaria nominata dal precedente Consiglio nazionale del 13 ottobre. Siccome la corrente di destra, facendo valere i risultati del IV congresso nazionale del partito nel dicembre 1947 dal quale era uscita vincitrice, rivendicò a sua volta la carica di segretario generale per il suo rappresentante Augusto Premoli, Villabruna, pochi giorni dopo la sua elezione, rassegnò le dimissioni.
L'8 novembre, però, la Direzione respinse le dimissioni e confermò Villabruna alla segreteria generale provvisoria, dandogli il necessario spazio di manovra per avviare l'opera di ricostruzione del Partito liberale, che allora si trovava in gravissime condizioni organizzative e finanziarie, dopo la fallimentare esperienza della precedente segreteria Lucifero. Villabruna fu confermato nella sua carica dal V congresso nazionale del PLI, che si svolse dal 9 all'11 luglio 1949 a Roma. Da allora fu segretario generale a pieno titolo fino al 12 febbraio del 1954, quando fu nominato Ministro dell'industria e del commercio nel governo Scelba.
La sua opera alla guida del Partito liberale fu, dall'inizio, caratterizzata dall'obiettivo di fare tornare nelle sue file la corrente di sinistra, uscita nel gennaio del 1948 e organizzatasi nel Movimento Liberale Indipendente nel giugno successivo. La sua ricerca di un'intesa terzaforzista con il Partito Socialdemocratico, al fine di rafforzare le forze democratiche laiche nei confronti della Democrazia cristiana, fu però fortemente contrastata dalla corrente di destra. Nel gennaio del 1950 Villabruna dovette accettare l'uscita del suo partito dal governo su posizioni nettamente conservatrici; in seguito, però, riuscì a separarsi da alcuni dei capi della destra monarchica, tra cui lo stesso Lucifero, per avviare poi il partito al processo di riunificazione liberale con la sinistra di Nicolò Carandini.
A tale unificazione, conclusasi con il convegno di Torino l'8 dicembre 1951, giunsero anche gruppi di ex-qualunquisti ed ex-demolaboristi, come quello di Aldo Bozzi. Al VI congresso del partito, a Firenze nel gennaio del 1953, si iniziò il declino della segreteria Villabruna e l'ascesa di Giovanni Malagodi, autore di una mozione economica che divenne la base strategica sulla quale, successivamente, egli rovesciò la maggioranza villabruniana di centro-sinistra. Nonostante il Consiglio nazionale del 13 dicembre del 1953 riconfermasse Villabruna alla segreteria generale egli fu, infine, costretto a cedere alle pressioni di Malagodi perché abbandonasse la politica dell'intesa preferenziale con i socialdemocratici.
La formazione del governo Scelba nel febbraio del 1954 fu per Villabruna l'occasione propizia per rendere meno evidente la sua sconfitta all'interno del Partito liberale con la promozione a un incarico ministeriale. Successivamente si acuì il conflitto con il suo successore nella segreteria e Villabruna cercò di creare una base di consenso tra i liberali nel suo Piemonte, per preparare il suo ritorno alla guida del partito. Ma verso la fine del 1955, dopo la fine del suo incarico ministeriale con le dimissioni del governo Scelba, si dovette rendere conto che ben pochi erano ancora disposti a seguirlo. Si avvicinò quindi alla sinistra di Carandini, Pannunzio e Scalfari, e a dicembre uscì insieme a loro dal PLI, fondando il Partito Radicale, per il quale non riuscì a mantenere una denominazione che conservasse l'aggettivo "liberale". Fu comunque tra gli esponenti principali di questo nuovo partito, ricoprendo anche, temporaneamente, la carica di segretario generale, fino al 1962, anno del disfacimento del PR in seguito al "caso Piccardi". Si ritirò quindi a vita privata.
Fece parte della Massoneria del Grande Oriente d'Italia.
Morì a Torre Pellice il 15 ottobre 1971 all'età di 87 anni.